# Elecciones al Congreso de los Diputados de 2008 (Madrid)
Las elecciones al Congreso de los Diputados de 2008 se celebraron en la Comunidad de Madrid el domingo 9 de marzo, como parte de las elecciones generales convocadas por Real Decreto dispuesto el 14 de enero de 2004 y publicado en el Boletín Oficial del Estado el día siguiente. Se eligieron los 35 diputados del Congreso correspondientes a la circunscripción electoral de Madrid, mediante un sistema proporcional (método d'Hondt) con listas cerradas y un umbral electoral del 3%.

## Resultados
Cuatro listas obtuvieron representación: la candidatura del Partido Popular (PP), que obtuvo 18 escaños, la del Partido Socialista Obrero Español (PSOE), con 15 escaños, la de Izquierda Unida (IU), con 1, y la de Unión Progreso y Democracia (UPyD), con 1 escaño también. El escrutinio completo y definitivo se detalla a continuación.
| Candidatura                                              | Candidatura                                              | Votos     | %                               | Escaños                         |
| -------------------------------------------------------- | -------------------------------------------------------- | --------- | ------------------------------- | ------------------------------- |
|                                                          | Partido Popular (PP)                                     | 1 737 688 | 49,19                           | 18                              |
|                                                          | Partido Socialista Obrero Español (PSOE)                 | 1 401 785 | 39,68                           | 15                              |
|                                                          | Izquierda Unida (IU)                                     | 164 595   | 4,66                            | 1                               |
|                                                          | Unión Progreso y Democracia (UPyD)                       | 132 095   | 3,74                            | 1                               |
| Los Verdes-Grupo Verde (LV-GV)                           | Los Verdes-Grupo Verde (LV-GV)                           | 10 875    | 0,31                            | 0                               |
| Los Verdes de Europa (LVE)                               | Los Verdes de Europa (LVE)                               | 9925      | 0,28                            | 0                               |
| Partido Antitaurino Contra el Maltrato Animal (PACMA)    | Partido Antitaurino Contra el Maltrato Animal (PACMA)    | 4755      | 0,13                            | 0                               |
| Ciudadanos-Partido de la Ciudadanía (Cs)                 | Ciudadanos-Partido de la Ciudadanía (Cs)                 | 3996      | 0,11                            | 0                               |
| Falange Española de las JONS (FE de las JONS)            | Falange Española de las JONS (FE de las JONS)            | 3250      | 0,09                            | 0                               |
| Democracia Nacional (DN)                                 | Democracia Nacional (DN)                                 | 3087      | 0,09                            | 0                               |
| Ciudadanos en Blanco (CenB)                              | Ciudadanos en Blanco (CenB)                              | 2687      | 0,08                            | 0                               |
| Por Un Mundo Más Justo (PUM+J)                           | Por Un Mundo Más Justo (PUM+J)                           | 2516      | 0,07                            | 0                               |
| Partido Comunista de los Pueblos de España (PCPE)        | Partido Comunista de los Pueblos de España (PCPE)        | 2130      | 0,06                            | 0                               |
| Alternativa Española (AES)                               | Alternativa Española (AES)                               | 2082      | 0,06                            | 0                               |
| Alternativa en Blanco (ABLA)                             | Alternativa en Blanco (ABLA)                             | 1876      | 0,05                            | 0                               |
| Partido de los No-Fumadores PNF (No-Fumadores)           | Partido de los No-Fumadores PNF (No-Fumadores)           | 1616      | 0,05                            | 0                               |
| Unión por Leganés (ULEG)                                 | Unión por Leganés (ULEG)                                 | 1566      | 0,04                            | 0                               |
| Partido Social Demócrata (PSD)                           | Partido Social Demócrata (PSD)                           | 1350      | 0,04                            | 0                               |
| Partido Obrero Socialista Internacionalista (POSI)       | Partido Obrero Socialista Internacionalista (POSI)       | 1340      | 0,04                            | 0                               |
| Centro Democrático Social (CDS)                          | Centro Democrático Social (CDS)                          | 1248      | 0,04                            | 0                               |
| Familia y Vida (PFyV)                                    | Familia y Vida (PFyV)                                    | 998       | 0,03                            | 0                               |
| Partido Humanista (PH)                                   | Partido Humanista (PH)                                   | 901       | 0,03                            | 0                               |
| Centro Democrático Español (CDEs)                        | Centro Democrático Español (CDEs)                        | 828       | 0,02                            | 0                               |
| Partido Liberal del Empleo y la Vivienda Estatal (PLEVE) | Partido Liberal del Empleo y la Vivienda Estatal (PLEVE) | 786       | 0,02                            | 0                               |
| Falange Auténtica (FA)                                   | Falange Auténtica (FA)                                   | 776       | 0,02                            | 0                               |
| España 2000 (E-2000)                                     | España 2000 (E-2000)                                     | 764       | 0,02                            | 0                               |
| Tierra Comunera (TC)                                     | Tierra Comunera (TC)                                     | 611       | 0,02                            | 0                               |
| Frente Español (FRENTE)                                  | Frente Español (FRENTE)                                  | 552       | 0,02                            | 0                               |
| Solidaridad y Autogestión Internacionalista (SAIn)       | Solidaridad y Autogestión Internacionalista (SAIn)       | 434       | 0,01                            | 0                               |
| Alianza Nacional (AuN)                                   | Alianza Nacional (AuN)                                   | 406       | 0,01                            | 0                               |
| Partido Carlista (PC)                                    | Partido Carlista (PC)                                    | 291       | 0,01                            | 0                               |
| Partido Regionalista del País Leonés (PREPAL)            | Partido Regionalista del País Leonés (PREPAL)            | 250       | 0,01                            | 0                               |
| Partido de las Libertades Civiles (PLCI)                 | Partido de las Libertades Civiles (PLCI)                 | 212       | 0,01                            | 0                               |
| Partido Unionista Estado de España (PUEDE)               | Partido Unionista Estado de España (PUEDE)               | 214       | 0,01                            | 0                               |
| Lucha Internacionalista (LI-LITCI)                       | Lucha Internacionalista (LI-LITCI)                       | 183       | 0,01                            | 0                               |
| Partido de Alianza Iberoamericana Europea (PAIE)         | Partido de Alianza Iberoamericana Europea (PAIE)         | 174       | 0,00                            | 0                               |
| Votos en blanco                                          | Votos en blanco                                          | 33 539    | 0,95                            | n/a                             |
| Votos válidos                                            | Votos válidos                                            | 3 532 381 | 100,00                          | 35                              |
| Votos nulos                                              | Votos nulos                                              | 18 477    | Participación: \| \| 79,08 % \| | Participación: \| \| 79,08 % \| |
| Votantes                                                 | Votantes                                                 | 3 550 858 | Participación: \| \| 79,08 % \| | Participación: \| \| 79,08 % \| |
| Electores                                                | Electores                                                | 4 490 040 | Participación: \| \| 79,08 % \| | Participación: \| \| 79,08 % \| |
|                                                          | 79,08 %                                                  |           |                                 |                                 |

## Diputados electos
Relación de diputados electos:
| N.º | Nombre                                      | Lista | Lista |
| --- | ------------------------------------------- | ----- | ----- |
| 1   | Mariano Rajoy Brey                          |       | PP    |
| 2   | José Luis Rodríguez Zapatero                |       | PSOE  |
| 3   | Manuel Amador Miguel Pizarro Moreno         |       | PP    |
| 4   | Pedro Solbes Mira                           |       | PSOE  |
| 5   | Ana Mato Adrover                            |       | PP    |
| 6   | María Mercedes Cabrera Calvo-Sotelo         |       | PSOE  |
| 7   | Eduardo Andrés Julio Zaplana Hernández-Soro |       | PP    |
| 8   | María Cristina Narbona Ruiz                 |       | PSOE  |
| 9   | María Soraya Saénz de Santamaría Antón      |       | PP    |
| 10  | Cristóbal-Ricardo Montoro Romero            |       | PP    |
| 11  | Diego López Garrido                         |       | PSOE  |
| 12  | Gabriel Elorriaga Pisarik                   |       | PP    |
| 13  | Trinidad Jiménez García-Herrera             |       | PSOE  |
| 14  | Miguel Arias Cañete                         |       | PP    |
| 15  | Jaime José Lissavetzky Díez                 |       | PSOE  |
| 16  | Cayetana Álvarez de Toledo Peralta Ramos    |       | PP    |
| 17  | Antonio Gutiérrez Vegara                    |       | PSOE  |
| 18  | Beatriz Rodríguez-Salmones Cabeza           |       | PP    |
| 19  | Gaspar Llamazares Trigo                     |       | IU    |
| 20  | Juan Carlos Vera Pro                        |       | PP    |
| 21  | María Elena Valenciano Martínez-Orozco      |       | PSOE  |
| 22  | Carlos Aragonés Mendiguchía                 |       | PP    |
| 23  | Rafael Simancas Simancas                    |       | PSOE  |
| 24  | Teófilo de Luis Rodríguez                   |       | PP    |
| 25  | Rosa María Díez González                    |       | UpyD  |
| 26  | Rosa Delia Blanco Terán                     |       | PSOE  |
| 27  | Eva Durán Ramos                             |       | PP    |
| 28  | Juan Antonio Barranco Gallardo              |       | PSOE  |
| 29  | María Teresa de Lara Carbó                  |       | PP    |
| 30  | Francisco José Villar García-Moreno         |       | PP    |
| 31  | Manuel de la Rocha Rubí                     |       | PSOE  |
| 32  | María del Carmen Álvarez-Arenas Cisneros    |       | PP    |
| 33  | Antonio Hernando Vera                       |       | PSOE  |
| 34  | Mario Mingo Zapatero                        |       | PP    |
| 35  | Lucila María Corral Ruiz                    |       | PSOE  |